# Redemptoris Mater (seminário)

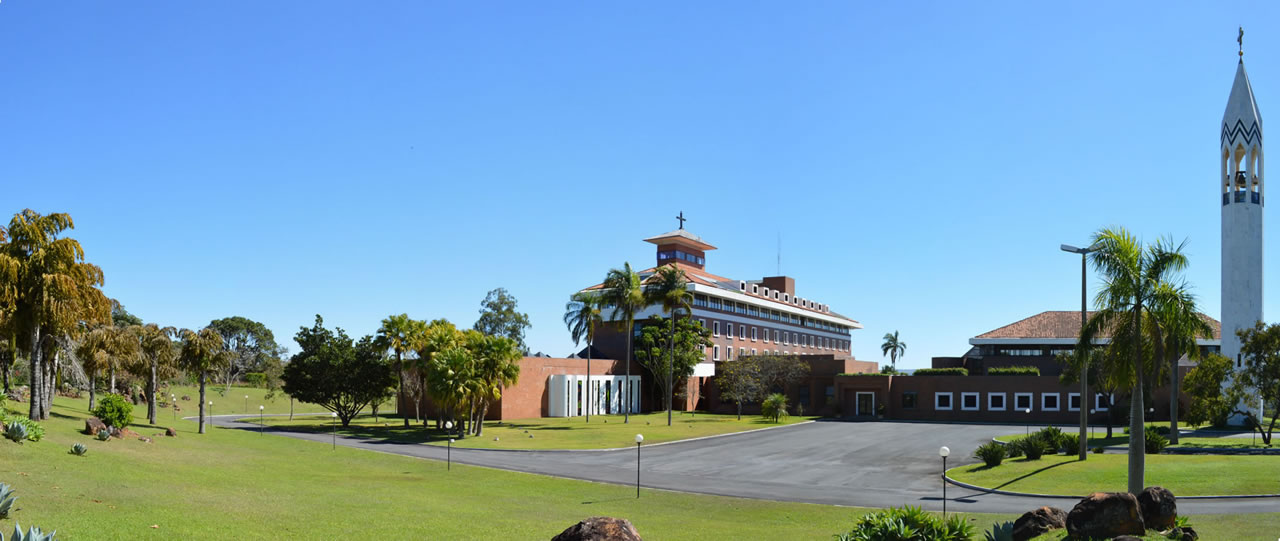
Fachada do Seminário Redemptoris Mater de Brasília

Redemptoris Mater (latim: Mãe do Redentor) são os seminários católicos apostólicos romanos que são deixados aos cuidados do Caminho Neocatecumenal e têm como missão a formação de sacerdotes para a "Nova Evangelização". Estes seminários são distribuídos em vários países, com cerca de 1.500 seminaristas atualmente em formação. Mais de 1.200 alunos dos seminários Redemptoris Mater foram ordenados para o sacerdócio para as suas respectivas dioceses de incardinação.

## História e desenvolvimento
Seminários Redemptoris Mater são um fruto do Concílio Vaticano II, bem como um produto da iniciativa do Papa João Paulo II. Decreto do Concílio Vaticano II sobre o ministério e a vida dos presbíteros, Presbyterorum ordinis, diz:

Lembrem-se, por isso, os presbíteros que devem tomar a peito a solicitude por todas as igrejas. Portanto, os presbíteros daquelas dioceses que têm maior abundância de vocações, mostrem-se de boa vontade preparados para, com licença ou a pedido do próprio Ordinário, exercer o seu ministério em regiões, missões ou obras que lutam com falta de clero... Para isso, podem ser erigidos com utilidade alguns seminários internacionais ... por meio da qual, de acordo com os seus estatutos particulares e sempre resguardando o direito dos bispos, os presbíteros possam ser integrados ou incardinados para o bem comum de toda a Igreja.

O primeiro seminário foi iniciado em Roma, em 1988. Foi erigido canonicamente pelo cardeal Ugo Poletti, que era naquele tempo o Vigário do Santo Padre em Roma.

## Características
Seminários Redemptoris Mater são diocesanos, erigidos de acordo com o direito canônico pelo Bispo diocesano, e os seminaristas que se submetem a formação nestes seminários são ordenados para o clero secular da diocese. As características específicas de seminários Redemptoris Mater são:
- caráter internacional, isto é, com vocações de diversas nacionalidades;
- espírito missionário, isto é, depois da ordenação, os presbíteros são disponibilizados a ir a qualquer localidade que a Igreja os envie; e
- que eles possuem ligação com o Caminho Neocatecumenal.

Embora os seminaristas recebam a mesma formação teológica como os outros seminaristas da diocese, eles vão em missão por cerca de dois anos durante a formação. Depois da ordenação, o Ordinário da sua diocese pode nomeá-los a uma paróquia ou para qualquer outro serviço na diocese; ele também pode enviá-los para servir em outras dioceses do mundo onde os bispos pedirem ajuda.
Estes seminários têm uma relação direta com o Caminho Neocatecumenal, que vê a sua formação como promover uma "fé adulta": o Caminho Neocatecumenal prepara e desperta suas vocações em muitos jovens antes de entrarem no seminário. Acompanha-los durante o seu tempo de formação; uma vez ordenados padres continua a sustentá-los na sua formação permanente, que então se torna um meio de evangelização para os "os não cristãos", um instrumento para a implantatio ecclesiae.

## Localidades
Em 2013, com sete novos seminários abertos,o número dos seminários Redemptoris Mater em todo o mundo subiu para cem.
| Na África: - Angola (Luanda) - Camarões (Douala) - Zâmbia (Kitwe) - República Democrática do Congo (Goma) - Madagascar (Morondava) - Gabão (Libreville) - Tanzânia (Dar es Salaam) - África do Sul (Cidade do Cabo, Pretória) - Uganda (Kampala) Na Ásia: - Índia (Bangalore, Ranchi) - Israel (na Domus Galilaeae) - Taiwan (Kaohsiung) - Filipinas (Manila) - Líbano (Beirute) - Paquistão (Karachi) - Coreia do Sul (Seul) | Na Europa: - Itália (Roma, Macerata, Padua, Cosenza, Pinerolo, Florença, Trieste, Campobasso) - Bélgica (Namur, Bruxelas) - Espanha (Madri, Castellón, Córdoba, Granada, Oviedo, Murcia, León, Pamplona, Burgos) - Polônia (Warsaw) - Alemanha (Berlin, Colõnia/Bonn) - Hungria (Eger) - Eslováquia (Zilina) - Romênia (Satu Mare) - Bósnia e Herzegovina (Sarajevo) - Croácia (Pula) - Suíça (Lugano) - França (Strasburgo, Marseille, Avignon, Paris, Baiona ) - Dinamarca (Copenhagen,) - Países Baixos (Amesterdão/Haarlem, Roermond) - Áustria (Viena) - Albânia (Lezhe) - Portugal (Lisboa, Porto, Évora, Beja) - Reino unido (Londres) - Irlanda (Dundalk) - Finlândia (Helsinki) - Estônia (Tallinn) - Ucrânia (Kiev, Vinnitsa, Uzhhorod) | Na América do norte: - Canadá (Toronto, Québec, Vancouver). - Costa Rica (San José) - República Dominicana (Santo Domingo) - El Salvador (San Salvador) - México (Mexico D.F., Guadalajara,Puebla (Puebla)) - Nicaragua (Managua) - Estados Unidos (Newark, Brooklyn, Denver, Washington D.C., Boston, Dallas, Miami, Filadélfia) Na Oceania: - Austrália (Perth, Sydney), - Guam (Yona) In América do sul: - Bolívia (La Paz) - Brasil (Brasília, Rio de Janeiro, São Paulo),Belém do Pará - Colômbia (Medellín, Bogotá), - Equador (Esmeraldas in Quito) - Paraguai (Asunção) - Perú (Callao, Arequipa) - Venezuela (Caracas, Carupano) - Uruguai (Montevidéu) |